# Skała (gemeente)
De gemeente Skała is een stad- en landgemeente in het Poolse woiwodschap Klein-Polen, in powiat Krakowski.
De zetel van de gemeente is in Skała.
Op 30 juni 2004 telde de gemeente 9547 inwoners.

## Oppervlakte gegevens
In 2002 bedroeg de totale oppervlakte van gemeente Skała 74,3 km², waarvan:
- agrarisch gebied: 71%
- bossen: 21%

De gemeente beslaat 6,04% van de totale oppervlakte van de powiat.

## Demografie
Stand op 30 juni 2004:
| Omschrijving                   | Totaal | Totaal | Vrouwen | Vrouwen | Mannen | Mannen |
| ------------------------------ | ------ | ------ | ------- | ------- | ------ | ------ |
| eenheid                        | aantal | %      | aantal  | %       | aantal | %      |
| inwoners                       | 9547   | 100    | 4776    | 50      | 4771   | 50     |
| bevolkingsdichtheid (inw./km²) | 128,5  | 128,5  | 64,3    | 64,3    | 64,2   | 64,2   |

In 2002 bedroeg het gemiddelde inkomen per inwoner 1431,26 zł.

## Administratieve plaatsen (Solectwo)
- miasto Skała

Sołectwo: Barbarka, Cianowice (z miejscowością Cianowice Małe), Gołyszyn, Maszyce, Minoga, Niebyła-Świńczów, Nowa Wieś, Ojców, Poręba Laskowska, Przybysławice, Rzeplin, Smardzowice, Sobiesęki, Stoki, Szczodrkowice, Zamłynie.

## Aangrenzende gemeenten
Gołcza, Iwanowice, Jerzmanowice-Przeginia, Sułoszowa, Trzyciąż, Wielka Wieś, Zielonki